# Сухой (Хустский район)
Сухой (укр. Сухий) — село в Межгорской поселковой общине Хустского района Закарпатской области Украины.
Население по переписи 2001 года составляло 395 человек. Почтовый индекс — 90032. Телефонный код — 3146. Занимает площадь 4.23 км². Код КОАТУУ — 2122486005.